# Anolis gruuo
Espèce
Synonymes
- Norops gruuo (Köhler, Ponce, Sunyer & Batista, 2007)

Anolis gruuo est une espèce de sauriens de la famille des Dactyloidae. 

## Répartition
Cette espèce est endémique du Panamá.

## Publication originale
- Köhler, Ponce, Sunyer & Batista, 2007 : Four new species of anoles (genus Anolis) from the Serranía de Tabasará, west-central Panama (Squamata: Polychrotidae). Herpetologica, vol. 63, no 3, p. 375-391.